# Лоуренс Альма-Тадема
Лоуренс Альма-Тадема (нід. Lourens Alma Tadema, англ. Lawrence Alma-Tadema; 1836–1912) — нідерландський і британський художник, який писав картини переважно на історичні сюжети. Один із найвідоміших та найбільш високооплачуваних художників вікторіанської епохи.
Навчався у Бельгії, ще тоді позиціонував себе як художника історичного жанру. У 1860-ті роки сюжети картин брав переважно з історії епохи Меровінгів, потім перейшов на теми стародавнього Єгипту, далі — на античну тематику. 1870 року переїхав до Великої Британії, у 1873 році за особистим розпорядженням королеви Вікторії отримав британське підданство. Створив 408 полотен, з яких більше 300 присвячені античності. Персонажами його картин були сучасники-вікторіанці, поставлені в класичні декорації, картини точно відтворювали деталі минулої епохи і були дуже популярними в Англії, про що свідчать і посвячення художника у лицарі у 1899 році і зведення його в членство Ордена заслуг у 1904 році. Похований у Соборі Святого Павла.
Одразу після смерті творчість Альма-Тадеми вийшла з моди і була практично забута, тільки в 1970-і роки з відродженням інтересу до салонного і декоративного живопису, був оцінений його внесок у розвиток британського і світового мистецтва. На знак визнання експозиція його робіт у 1996 році була представлена в Музеї Ван Гога в Амстердамі.

## Становлення

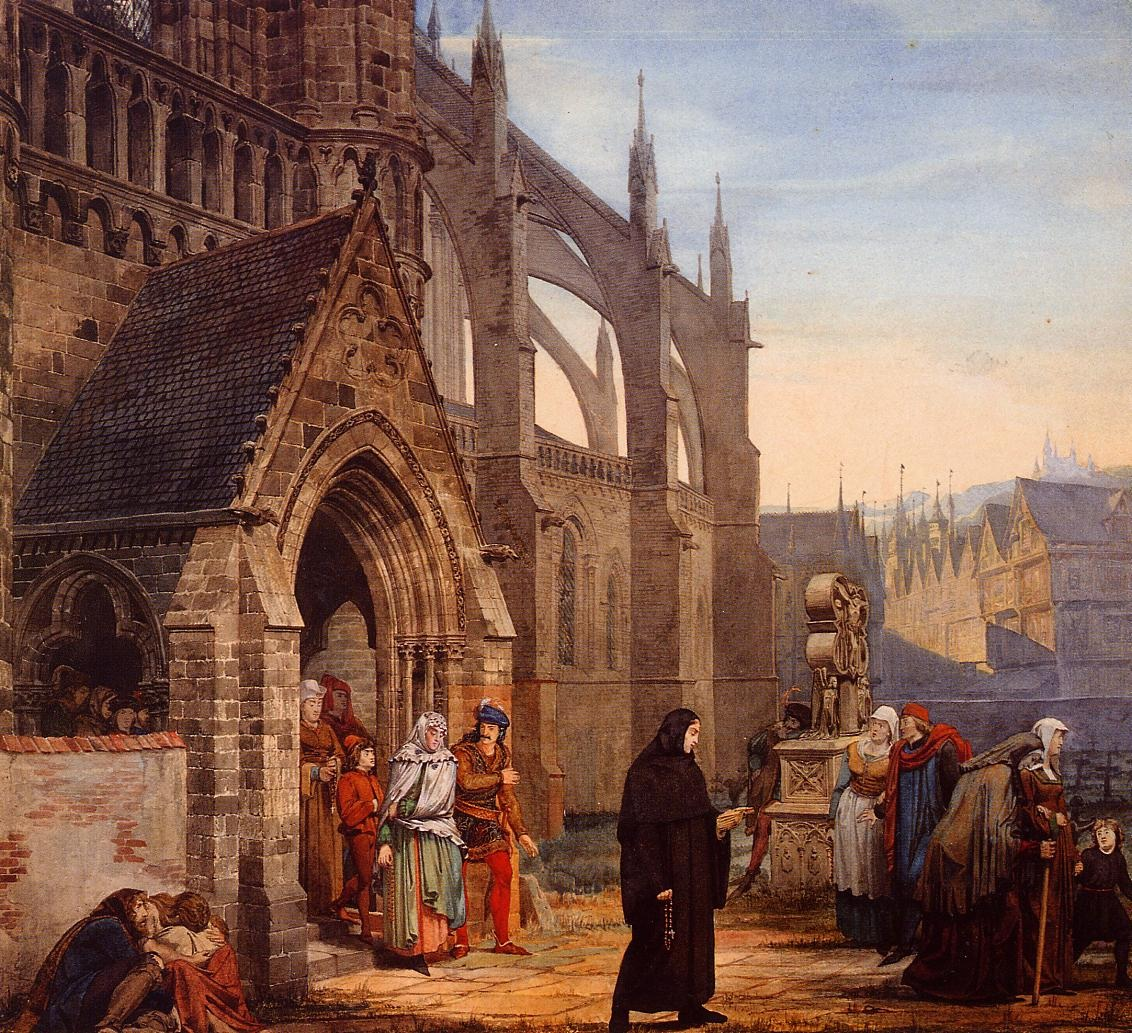
Фауст і Маргарита. Акварель, 1856

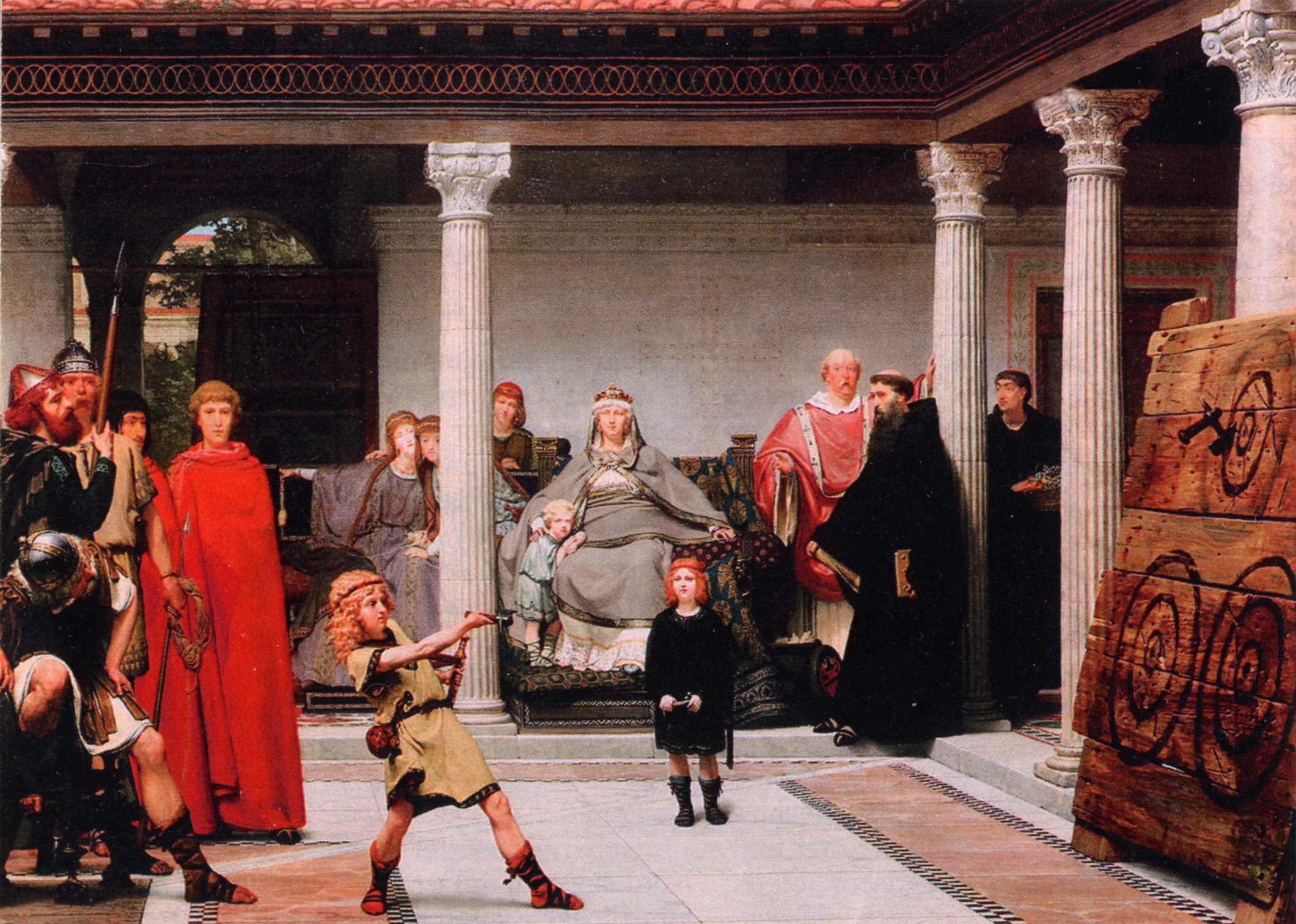
Навчання дітей Хлодвіга. 1861. Приватна збірка

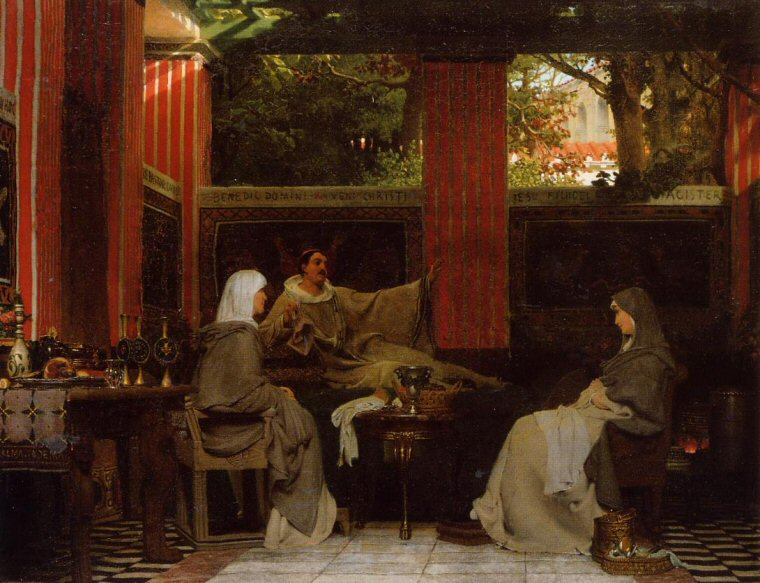
Венанцій Фортунат читає вірші королеві Радегонді. 1862, Музей Дордрехта, Нідерланди

Народився 8 січня 1836 в невеликому містечку Дронрейп, у Фрисландії на півночі Нідерландів. Був третьою дитиною своїх батьків, але шостою — свого батька, сільського нотаріуса Петера Тадеми, у якого вже було троє синів від першого шлюбу. Тадема — старе фризьке прізвище, що означає «син Адама». Імена Лоуренс і Альма обрав його хрещений батько, але після переїзду до Великої Британії друге ім'я було приєднане до прізвища, щоб у каталогах виставок опинятися на самому початку списку.
У 1838 родина переїхала в Лейварден, де нотаріус більше заробляв. Лоуренс осиротів у віці 4-х років. Мати, Хінке Діркс Брауер, мала схильність до мистецтва, і вирішила, що діти мають вчитися малюванню. Отримав перші уроки разом зі старшими братами у місцевого художника.
Передбачалося дати йому юридичну освіту, і Тадему влаштували в гімназію Лейвардена, де він захопився історією. Він продовжував самостійно вдосконалюватися в малюванні, основним керівництвом йому слугував трактат Леонардо да Вінчі, присвячений художникам-початківцям.
Напружені заняття призвели до хвороби, у 15-річному віці йому поставили діагноз «сухоти (туберкульоз)». Чекаючи смерті, він ще інтенсивніше займався графікою та живописом, матері довелося погодитися з його бажанням стати художником.
У 1850-1851 створив свої перші станкові роботи — портрет сестри Артьє і автопортрет, які дозволили йому самому оцінити свої художні здібності. Одужавши, у 1852 вступив до Королівської академії Антверпена, де навчався 4 роки. Головним його наставником був Егідіус Вапперс, Альма-Тадема отримав кілька нагород за успіхи у навчанні. В академії займався також з Нікезом де Кейзером, який був послідовником французьких романтиків, що позначилося і на роботах його учня; проте захоплення романтизмом тривало недовго.
У 1856 залишив академію і почав поглиблено вивчати історію і архітектуру стародавніх народів під керівництвом професора Людвіка Яна де Тейє, у якого слухав курси історії та історичного костюму; їх співпраця тривала близько трьох років. В цей же час була створена акварель «Фауст і Маргарита», в якій повною мірою проявилися особливості художнього мислення Альма-Тадеми. Літературний сюжет привабив його, передусім, можливістю зобразити готичну архітектуру та історичні костюми. Тоді ж вперше проявився його перфекціонізм: художник прагнув до ретельного пророблення дрібних деталей, а коли його щось не влаштовувало, без коливань знищував результати власної праці. На тему «Фауста» він написав кілька акварелей, але зберіг для нащадків лише одну.
У листопаді 1858 почав працювати з художником Гендриком Лейсом, школа якого була однією з найвідоміших у Бельгії. У пошуках власної теми вперше звернувся до античних сюжетів і обрав доволі рідкісний для академічного живопису сюжет — смерть Іпполіта. Виявилося, однак, що міфологічний сюжет не дозволяв відобразити історично достовірних деталей, і більше до міфологічних сюжетів художник не повертався. Він звернувся до епохи Меровінгів, яка приваблювала його ще у Тейє.
Під керівництвом Лейса у 1861 написав свою першу масштабну роботу — «Навчання дітей Хлодвіга», виставлену на академічній виставці в Антверпені. Сюжет картини простий: діти Хлодвіга під наглядом їхньої матері і духівника вправляються у метанні бойових сокир. Тадема ретельно працював над картиною — в цілому близько двох років, — збереглися деякі ескізи. Успіх роботи заклав основу подальшої популярності художника, картину схвалили не тільки критики і колеги по мистецькому цеху, а й король Леопольд. На думку О. Шестимірова, Альма-Тадема відкрив новий напрям у європейському мистецтві — «буденний історичний сюжет поданий з такою ґрунтовністю, що, здавалося, ніби від влучності дітей залежала доля країни».
У 1862, під впливом успіху свого дебюту, створив цілий цикл картин з життя меровінзького суспільства. Одна з них була присвячена поету і єпископу Венанцію Фортунату, який спілкується з королевою Радегундою. Однак на картині ніщо не нагадує про суворість обстановки і побуту франкської Галлії кінця VI століття: дія відбувається на затіненій терасі, посуд багатий і контрастує з чернечим одягом персонажів, Венанцій Фортунат при столі у вільній позі, як було заведено у стародавніх римлян. За визначенням О. Шестимірова, персонажі «зближують історію з сучасністю, і здається, що мистецтво і література, а не війни — єдино можливий шлях розвитку суспільства». Тоді ж у Альма-Тадеми запитали, чому він постійно малює варварів? Він відповів, що самі по собі варвари значення не мають, але «вони живописні».

## Бельгійський період. Переїзд до Англії

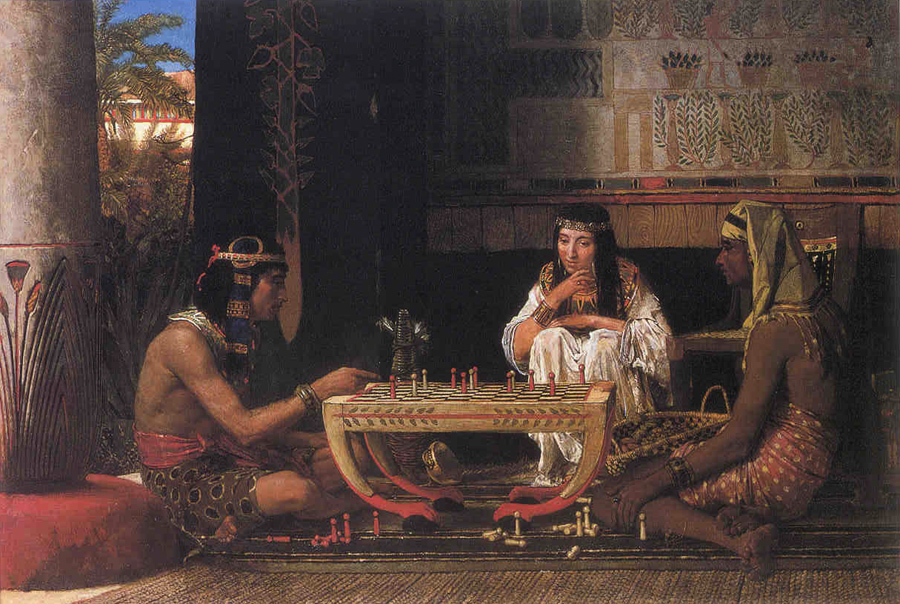
Давньоєгипетські гравці в шахи. 1865. Приватне зібрання

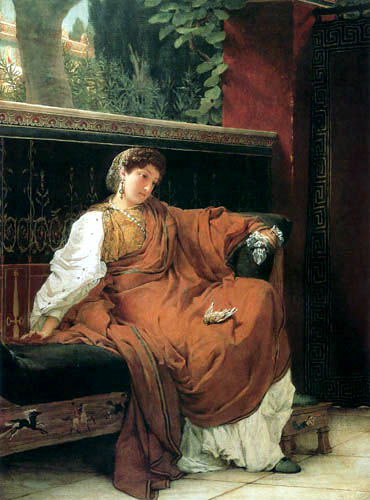
Лесбія, що оплакує горобчика. 1866

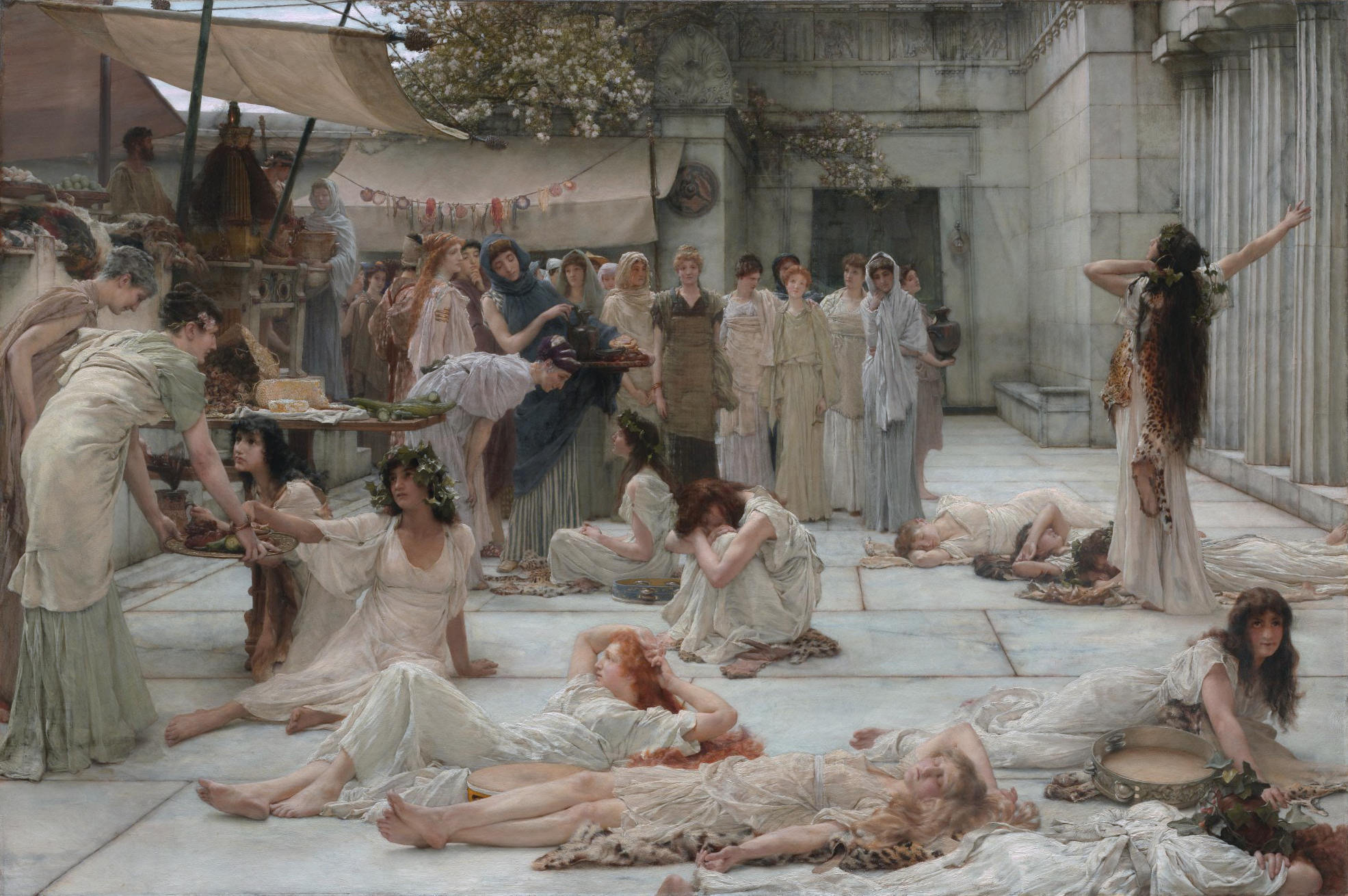
Жінки Амфіси. 1888, Інститут Кларка, Вільямстаун, Массачусетс

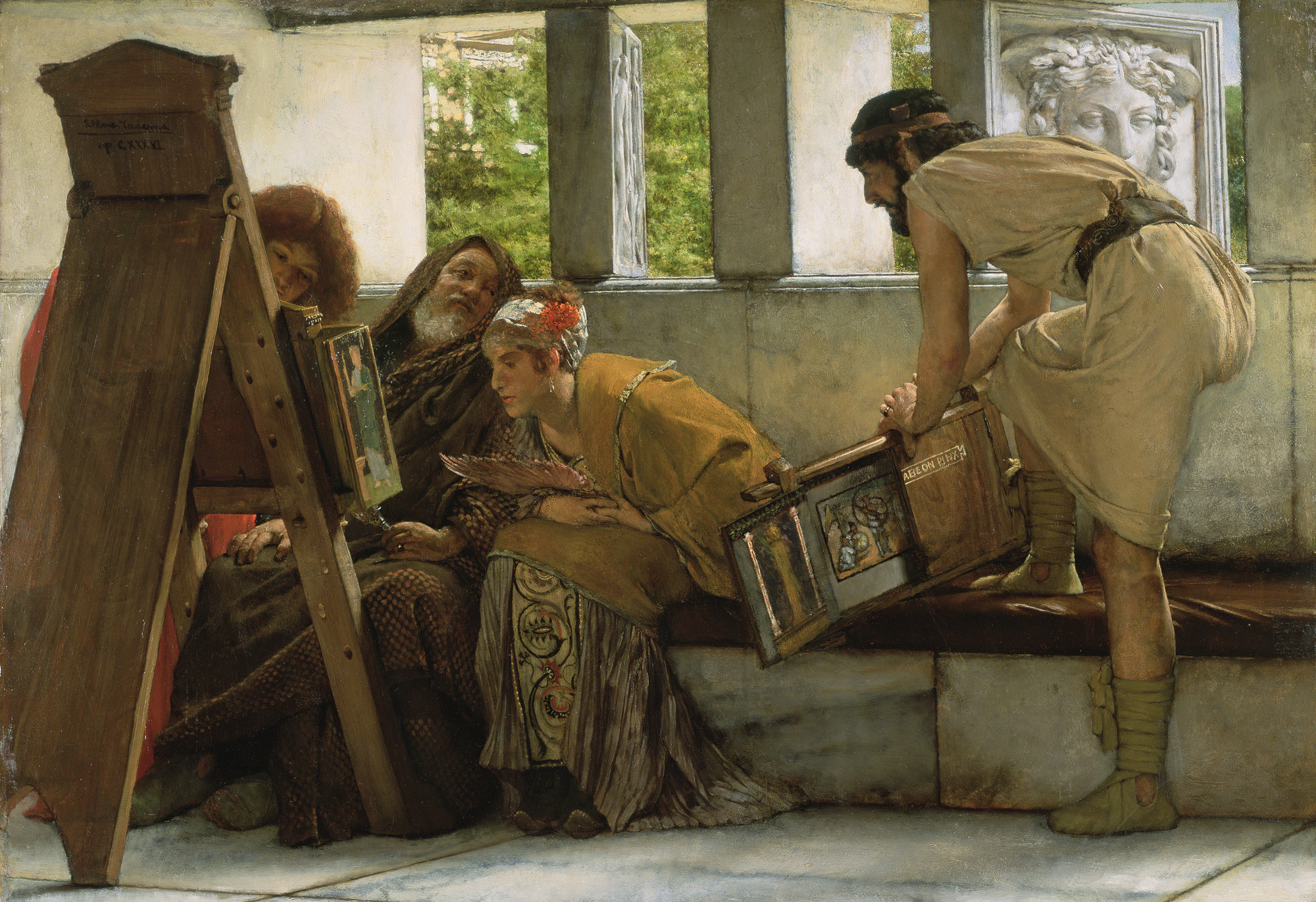
У римській майстерні. 1874

У 1862 залишив майстерню Лейса і відтоді працював самостійно, поступово ставши академічним художником європейського рівня. У тому ж році він здійснив подорож до Англії, і подовгу працював у Британському музеї і музеї Вікторії та Альберта. Тема Меровінгів була залишена, художника захопила ще глибша давнина. Його зацікавив Стародавній Єгипет, проте в країні пірамід Альма-Тадема вперше побував лише 1902 року, а в 1860-ті зображав побачені музейні експонати. Першою картиною на новий сюжет стала «Розваги в Стародавньому Єгипті 3000 років тому», присвячена зустрічі нубійських послів. Як і раніше, картина зацікавила публіку і критиків археологічно точними деталями — наприклад, давньоєгипетську арфу Альма-Тадема замалював у Луврі. Аналогічні риси мала картина «Давньоєгипетські гравці в шахи», хоча насправді герої картини грали в сенет. Всі деталі обстановки, зокрема, настінний живопис, були списані з музейних експонатів.
Художні особливості картин на тему Єгипту демонстрували подальшу еволюцію засобів естетичної виразності Альма-Тадема. Дещо коричневий колорит, увага до ефектів сонячного освітлення і зображення людей в інтер'єрах свідчать про вплив голландського жанрового живопису. Альма-Тадема особливо уважно вивчав живопис Пітера де Хоха. Зустрічаються також твердження, що використання прийомів, характерних для XVII століття, пояснювалося бажанням «зістарити» картину на історичний сюжет, зробити її більш схожою на класичний оригінал. Через найдрібніші деталі здійснювалася передача духовної атмосфери життя у давнину, і професійні єгиптологи визнавали, що в живописі Альма-Тадеми «не було нічого, що не належало б до часів фараонів».
У 1863 померла мати (3 січня), а 24 вересня він одружився з француженкою Марі-Полін Дюмулен Грессен де Буажирар — дочкою журналіста, що жив у Бельгії. Медовий місяць вони провели в Італії, побувавши у Флоренції, Римі, Неаполі та Помпеях. Поїздка до Італії радикально змінила тематику робіт Альма-Тадеми, відтепер він розробляв сюжети з античної історії Греції та Стародавнього Риму. У 1866 написав новаторську для себе картину «У перистилі», що показує новий інтерес до малофігурних композицій, які дозволяли підкреслити шляхетність почуттів жіночих персонажів.
У подружжя було троє дітей, але єдиний син Ежен помер через кілька місяців після народження від віспи. Дочки — Лоранс (1864—1940) і Анна (1867—1943), мали художні здібності, одна стала письменницею, інша — художницею; обидві так і не одружилися. Альма-Тадема писав свою дружину в різних образах, відомі також три її портрети. Характерно, що портрети дружини не мали самодостатнього значення, перетворюючись на самостійний жанр «портрета почуттів», в якому важливими є швидкоплинні жести і пози, показуючи характер людини по несвідомих рухах.
У 1864 познайомився з Ернестом Гамбаром — впливовим бельгійським видавцем і продавцем творів мистецтва. Гамбар був вражений давньоєгипетськими картинами художника, замовив йому серію з 24 полотен і влаштував першу виставку в Лондоні, в якій були представлені в тому числі «Гравці в шахи».
У 1865 переїхав до Брюсселя, де незабаром був нагороджений Орденом Леопольда.
У 1868 підписав з Гамбаром ще один контракт на 34 картини, які мали бути написані за три з половиною роки. Одним з перших покупців античних картин Альма-Тадеми став іспанський колекціонер — маркіз Хосе де Мур'єта, який придбав більше 20 його полотен, у тому числі «Лесбі, що оплакує горобчика». Шанувальником голландця став і американський банкір В. Прескотт-Гант; в результаті його замовлень Гамбар підписав з Альма-Тадемою контракт, за яким художник зобов'язувався створити ще 49 полотен. За розмірами полотна та кількістю фігур картини ділилися в контрактах на три категорії. Картина першої — нижчої — категорії оцінювалася у 80 фунтів стерлінгів, другої — у 100 фунтів, вартість картини третьої категорії підвищувалася до 120 фунтів.
Під час подорожі в Лондон у 1866 відбувся наступний інцидент: через витік світильного газу в більярдній будинку Гамбара трапився вибух; і надалі Альма-Тадему переслідували інциденти, пов'язані з вибуховими речовинами. Результатом стало сильне нервове потрясіння у дружини художника, від якого вона так і не оговталася.
28 травня 1869 дружина померла від віспи у віці 32 років. Після смерті дружини художник чотири місяці не міг нічого робити, дочками (їм було 5 і 2 роки) опікувалася старша сестра — Артьє Тадема (нід. Artje Tadema, 1834—1876), яка жила разом з ними до свого одруження у 1873 з німецьким художником-літографом.

## Англійський період
Проблеми зі здоров'ям змусили його переїхати до Англії — бельгійські лікарі виявилися неспроможні поставити йому діагноз. За рекомендацією Гамбара, в грудні 1869 художник прибув до Лондона, де був прийнятий в будинку художника Форда Брауна. У Брауна він зустрів свою майбутню другу дружину — Лауру Терезу Еппс, його своячку.
У Лондоні Гамбар влаштував виставку художника в Лондонській Академії мистецтв, на якій, зокрема, була представлена картина «Пірричний танець», що мала незвичайне композиційне рішення: на другому плані персонажі розташовані рівною горизонтальною смугою, водночас воїни зі щитами затуляють їх собою. Критики бачили в цьому протистояння війни і миру. «Пірричний танець» викликав інтерес з боку глядачів і фахівців у живописі, винятком був Джон Раскін. Він порівняв танцівників «з маленьким загоном чорних жуків в пошуку мертвого щура». На думку О. Шестимірова, критик не зрозумів композиційної новизни картини Альма-Тадеми, який хотів зробити її схожою на античний фриз.
З початком Франко-прусської війни остаточно перебирається до Англії з дочками і сестрою, і навіть переробляє своє ім'я на англійський манер. Спочатку він оселився в будинку Фредеріка Гудолла — також художника, котрий зображав екзотичні країни. Він став активно спілкуватися з Лаурою Еппс, ставши її вчителем живопису. Її батько — відомий лікар Джордж Наполеон Еппс — спочатку був проти їхніх стосунків — художнику було 34 роки, його учениці — 17. Альма-Тадема змушений був йти на усілякі хитрощі, наприклад написав спільний портрет сімейства Еппс, щоб мати привід бути в їхньому будинку. Проти шлюбу висловився і Ернест Гамбар, який побоювався, що одруження знизить продуктивність Альма-Тадеми. Проте, в липні 1871 Альма-Тадема одружився вдруге. Лаура сама стала відомою художницею, і незмінно служила моделлю для його полотен (наприклад, «Жінки Амфіси»). Медовий місяць подружжя провело у Бельгії та Нідерландах, а після повернення вони оселилися у власному будинку у фешенебельному районі Ріджент Парк. Другий шлюб Альма-Тадеми був бездітним.

## Вікторіанський живописець

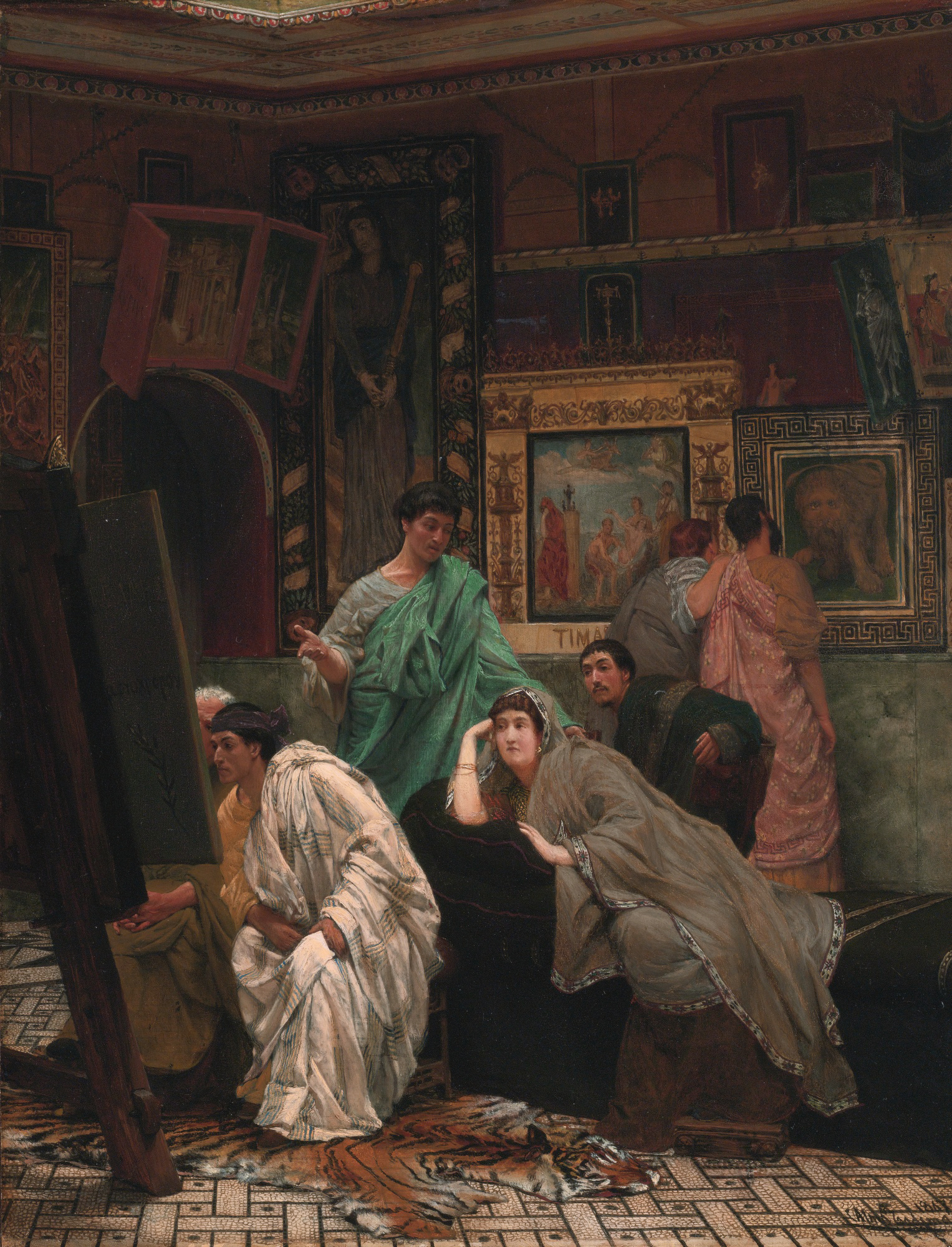
Колекціонер картин часів Октавіана Августа. 1867

З 1870 постійно проживав у Великій Британії, де відбулася його кар'єра. З одруженням він був прийнятий до кола прерафаелітів, завівши особливо тісні взаємини з Фредеріком Лейтоном, який представив його Данте Россетті та Джону Мілле. Мав легкий характер і швидко завойовував прихильність співрозмовників, в його будинку влаштовувалися салони, на яких збиралися видатні художники і композитори.
Першою картиною, написаною Альма-Тадемою в Англії було «Свято збору винограду» (1870). Ймовірно, сюжет і композиція були навіяні полотном Лейтона «„Мадонну“ Чімабуе проносять вулицями Флоренції», причому художник поставив амбітне завдання — перевершити свого друга. Картина була схвально прийнята публікою, і тільки Раскін знову дорікнув Альма-Тадему у відсутності критичних інтонацій. Проте вже у той час у художню практику входило гасло «мистецтво для мистецтва», і тому творчість Альма-Тадеми в 1870-і знаходила набагато більше прихильників, ніж противників. В Англії змінилася його палітра — вона стала світлішою, змінилася і техніка письма. Художник став частіше використовувати пленерні ефекти і зображати фактуру мармуру, експерименти в цьому напрямку ознаменували початок великої серії робіт на тему античної Греції, створеної у 1870-ті роки.
У 1872 організував каталог своїх робіт, де кожна картина мала номер опусу (як у композиторів) — у хронологічному порядку, була зафіксована на світлині та забезпечена його особистим підписом. Це дозволяло відстежувати долю полотен і захищати творчість художника від підробок. Під номером 1 в каталозі значився портрет його сестри Артьє (написаний у 1851). За два місяці до смерті він завершив картину «Приготування в Колізеї», внесену в каталог під номером 408 (CCCCVIII). Лаура Альма-Тадема також стала відомою художницею, чия художня манера дуже подібна до манери чоловіка, підписувалася вона тим же прізвищем, але не ставила каталожного номера опусу.
У 1872 подружжя Альма-Тадемів здійснило європейську поїздку тривалістю 5,5 місяців, побувавши в Бельгії, Німеччині та Італії. В Італії вони багато часу проводили на археологічних розкопках у Помпеях, а також придбали і зробили безліч світлин, що разом з великою бібліотекою, було важливим джерелом для роботи художника.
У 1873 отримав офіційний лист королеви Вікторії, яка надавала йому британське підданство. Після весняної виставки того ж року, він був прийнятий екстраординарним членом Королівського товариства живописців по розряду акварелі.
У 1874 представив в Королівській академії мистецтв три полотна, в тому числі на давньоєгипетський і одночасно біблійний сюжет — «Йосип, наглядач зерносховищ фараона». Картини ці підсумовували художні знахідки і методи художника, що склалися в 1860-і, вони вирізнялися ретельним опрацюванням археологічного матеріалу, а біблійна тема була традиційною для академічного живопису.

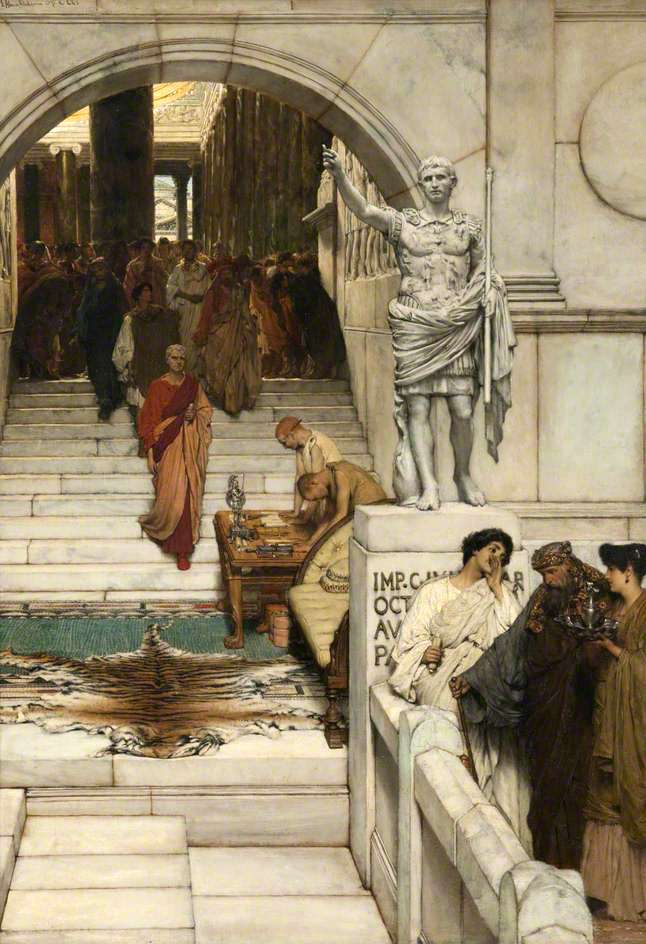
Аудієнція у Агріппи. 1875

У 1874 будинок Альма-Тадеми в Лондоні був знищений вибухом баржі з порохом на Регентському каналі. У той момент власники будинку гостювали в Шотландії у поета Вільяма Белла Скотта — художник мав ілюструвати його збірку. Дочки Альма-Тадеми — Анна і Лоранс — перебували вдома, їх разом з ліжками вибухова хвиля викинула із вікон, не заподіявши серйозних ушкоджень. Дивом також не постраждала жодна з картин, проте користуватися майстернею було абсолютно неможливо. Руйнування змусили художника винаймати студію, зиму 1875 року він провів у Римі. Туди ж Альма-Тадема переселився на січень-квітень 1876 року; в Римі він спілкувався з Генріхом Семирадським та оглянув його нову картину «Світочі християнства (Смолоскипи Нерона)». Дорогою додому, подружжя Альма-Тадемів взяло участь у роботі паризького Салону 1876 року. Тут була представлена картина «Аудієнція у Агріппи». Вона дещо незвична для творчості художника, який рідко звертав увагу на протиріччя і негативні сторони життя античності. На цьому ж полотні Агріппа, чия постава підкреслює його високе положення в державі, спускається сходами, а поряд зображені в уклоні раби з підстриженим волоссям і група прохачів на передньому плані. Центром композиції є статуя імператора Августа, що надає закінченого вигляду алегорії холопства. Картина виявилася настільки популярною, що в 1879 році сер Вільям Армстронг замовив художнику повторення. Однак Альма-Тадема вирішив, що створить інше полотно на той самий сюжет, результатом стала картина «Після аудієнції», на якій Агріппа піднімається сходами вгору, а на тигровій шкурі лежать дари, піднесені йому. Втім, Армстронгу картина не сподобалася.
Після розгрому майстерні Альма-Тадема певний час був змушений працювати графіком і акварелістом. У цей час розвинувся його оригінальний творчий метод: художник виконував первісний начерк і, якщо це було потрібно, писав етюди прямо на тому ж полотні, на якому потім створював остаточний варіант. Малюнків і начерків в спадщині Альма-Тадеми практично немає (за винятком раннього періоду). Іноді він писав акварелі, які пізніше перетворював на станкові полотна, так, в його майстерні довгий час перебувала акварель «Вакх і Сілен», але він так і не написав її олією. Вочевидь ця акварель значила для Альма-Тадеми щось особисте, оскільки він украй рідко звертався до міфологічних сюжетів.

### Академік

Модель скульптора

У 1876 прийнятий екстраординарним членом Королівської академії мистецтв. У той період він багато експериментував, і одним з найсміливіших кроків у цьому напрямку була картина «Модель скульптора» 1877 року. На думку Р. Барроу, це була відповідь художника тим критикам, які звинувачували його жіночі фігури у відсутності граціозності (одним з таких критиків був Оскар Вайльд). Також одним з «адресатів» даної картини був Раскін, який стверджував, що «мистецтво представляє … ніжність розуму», а «живопису голого тіла існувати не повинно». Картина Альма-Тадеми була новаторською в тому відношенні, що у вікторіанському академізмі жанр ню існував тільки в рамках класичної традиції — допускалися оголені зображення богинь. Тадема зобразив реальну жінку, причому модель була написана у натуральну величину, а пропорції її тіла відповідали статуї Венери Есквілінської, що була знайдена в Римі у 1874 році. Цю ж статую намагався реконструювати у своїй картині «Діадумена» колега Альма-Тадеми — Едвард Пойнтер. «Модель скульптора» викликала скандал, з її приводу висловлювався навіть єпископ Карлайл. Надалі Альма-Тадема намагався уникати звинувачень в «непристойності», і найчастіше зображав оголених жінок в обстановці римських лазень. Розміщення оголених натурниць в давньоримських інтер'єрах не викликало асоціацій з пуританською Англією і не викликало нападок критиків.
У 1878 подружжя знову здійснило тримісячний вояж до Італії, переважно беручи участь в помпейських розкопках і навіть придбавши деякі знахідки. Тематика робіт того часу, проте, показувала більшу увагу римським реаліям, а не помпейським. У тому ж році президентом Академії мистецтв став Лейтон, що означало міцні позиції для академічного класицизму. Альма-Тадема відправив тоді 10 своїх полотен на британську секцію Всесвітньої виставки в Парижі, але отримав тільки срібну медаль. Золота дісталася баварцю Х. Херкомену, про що художник з роздратуванням писав Гамбару. Образу компенсувало звання офіцера Почесного легіону, присуджене наприкінці виставки.
19 червня 1879 отримав звання дійсного академіка Королівської академії мистецтв, що стало найзначнішим з його досягнень. 1882 року він організував у галереї Гросвенор в Лондоні велику ретроспективну виставку, на якій були представлені 287 робіт. Відгуки критиків були суперечливими, негативні емоції викликали «зайві археологічні подробиці» і сухість у передачі емоцій.

## Розквіт творчості

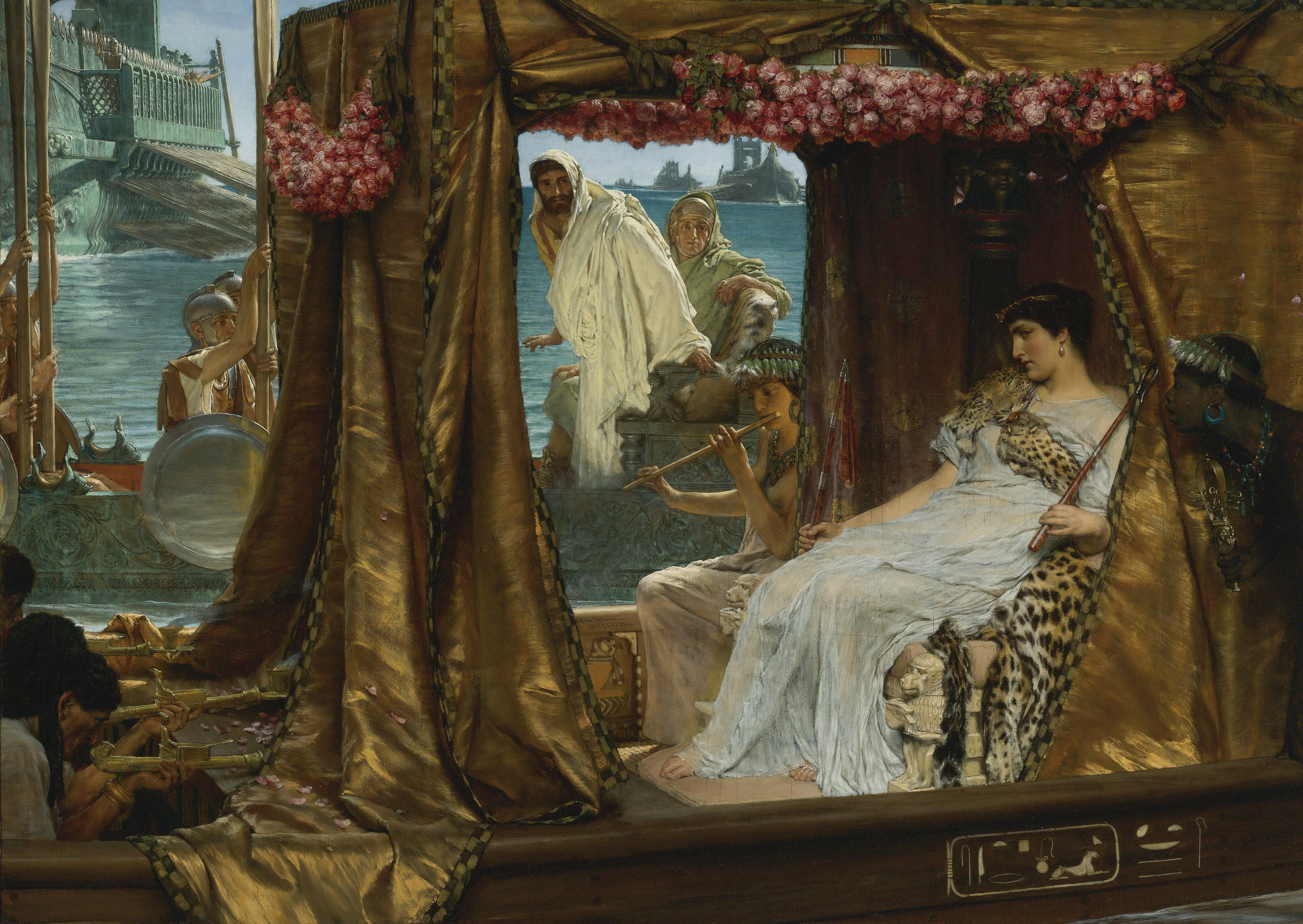
Зустріч Антонія і Клеопатри у 41 до н. е. 1888, приватне зібрання

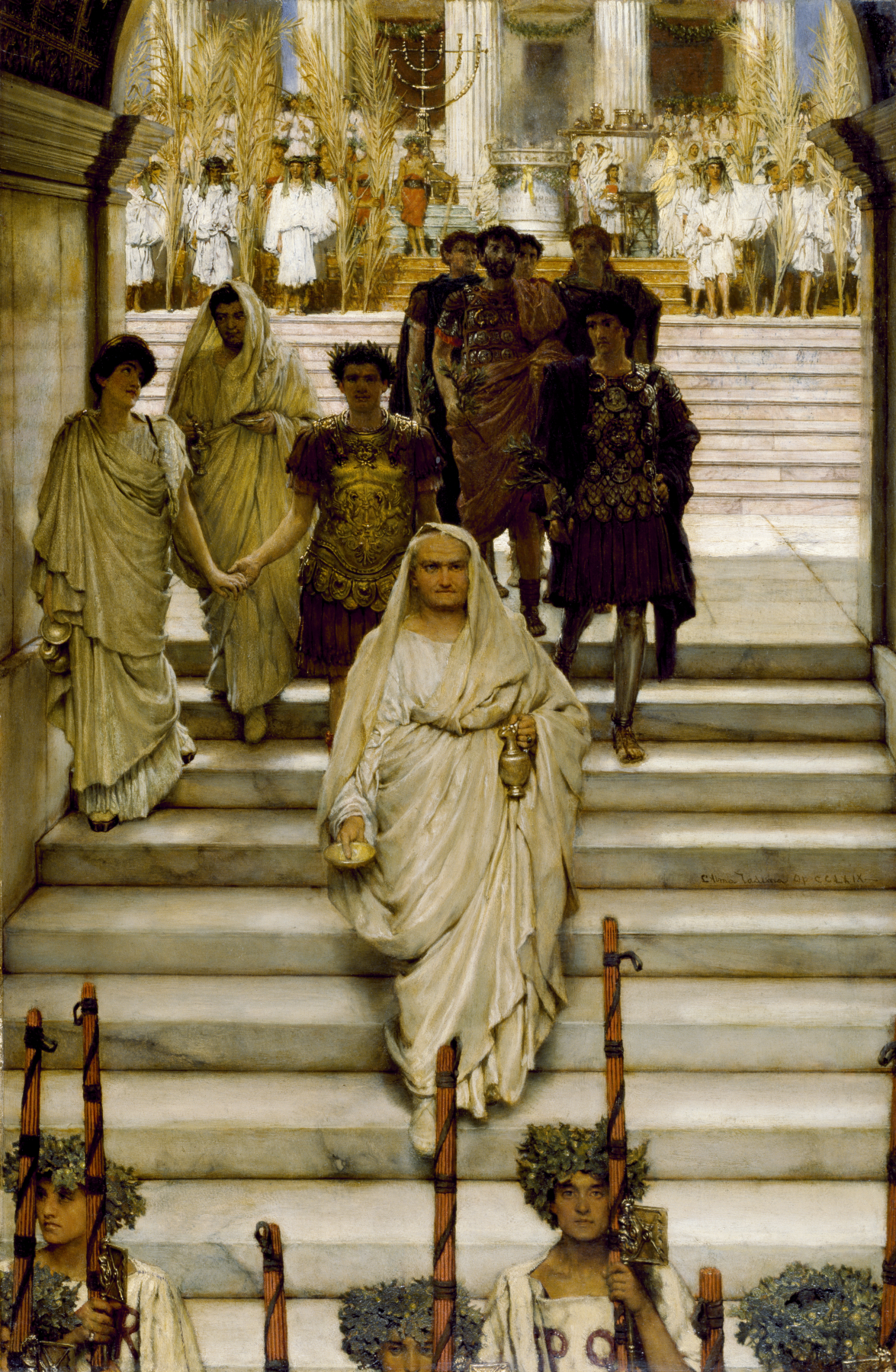
Тріумф Тита. 1885, Бостон, Художній музей Волтерс

У 1881 обраний дійсним членом Королівського товариства акварелістів, попри те, що аквареллю він писав мало — тільки 41 така робота мала номер опусу — окремий від олійного живопису (перша з них — «Фауст і Маргарита»).
У 1883 придбав будинок, який раніше належав художнику Жаку Тіссо. Будинок спочатку будувався для господаря, що займається мистецтвом і приймає артистичну компанію, проте Альма-Тадема взявся за радикальну перебудову за власним проєктом. У цей період художник активно писав великі багатофігурні полотна на відомі публіці сюжети, які приносили найбільший прибуток і швидко продавалися. Однією з характерних картин такого типу була «Зустріч Антонія з Клеопатрою у 41 році до н. е.», сюжет якої був оснований на популярній тоді п'єсі Шекспіра. Ще у 1885 році в тій же манері була написана картина «Тріумф Тита», заснована на книзі Йосипа Флавія. Тут були показані всі три майбутніх імператора — Веспасіан, Тит і Доміціан, а також здобич, захоплена в Єрусалимі. Альма-Тадема підійшов до картини як історик, кілька разів радився з приводу її сюжету з членом королівської парламентської комісії з живопису Вільямом Волтерсом. Зусилля увінчалися повним успіхом — картина була продана за 20 000 доларів (близько 4000 фунтів стерлінгів), ставши однією з найдорожчих в XIX столітті. Висока оцінка критиків і покупців пояснювалася також і тим, що римські тріумфи ототожнювалися з процвітанням Британської імперії та імперіалістичною політикою, яку вона проводила.
Реконструкція будинку коштувала Альма-Тадемі 70 000 фунтів (сума еквівалентна 6 500 000 фунтів 2013 року), в ньому було 66 кімнат, оформлених в еклектичному стилі. Будинок швидко перетворився на пам'ятку Лондона, розповідали, що один з відвідувачів майстерні заявив: «Не дивно, що ваші картини вирізняються такою самовпевненістю і пишністю!». Альма-Тадема відповів: «Наша сучасна публіка так звикла від кожної моєї картини очікувати чогось зовсім нового і оригінального, що я змушений постійно оточувати себе неабиякою кількістю … вражень і саме такою кількістю предметів, які дають волю для гри уяви». У будинку було три студії — самого Альма-Тадеми, його дружини Лаури і дочки Анни, розташовувалися колекції японського та китайського мистецтва (в 1892 році Лоуренс Альма-Тадема став віце-президентом Японського товариства, яке пропагувало мистецтво цієї країни). У будинку розташовувалася колекція греко-римських старожитностей, а також копій відомих творів мистецтва. Вхід в будинок був оздоблений за зразком вхідних портиків помпейських будинків, дверний молоток був аналогічний античному тощо. Майстерня Альма-Тадеми була прикрашена півкуполом, а в абсиді був поміщений напис: Ars longa, vita brevis. Багато інтер'єрів будинку з'являлися на картинах художника, наприклад, інструменти з музичного салону були зображені в «Читанні з Гомера».

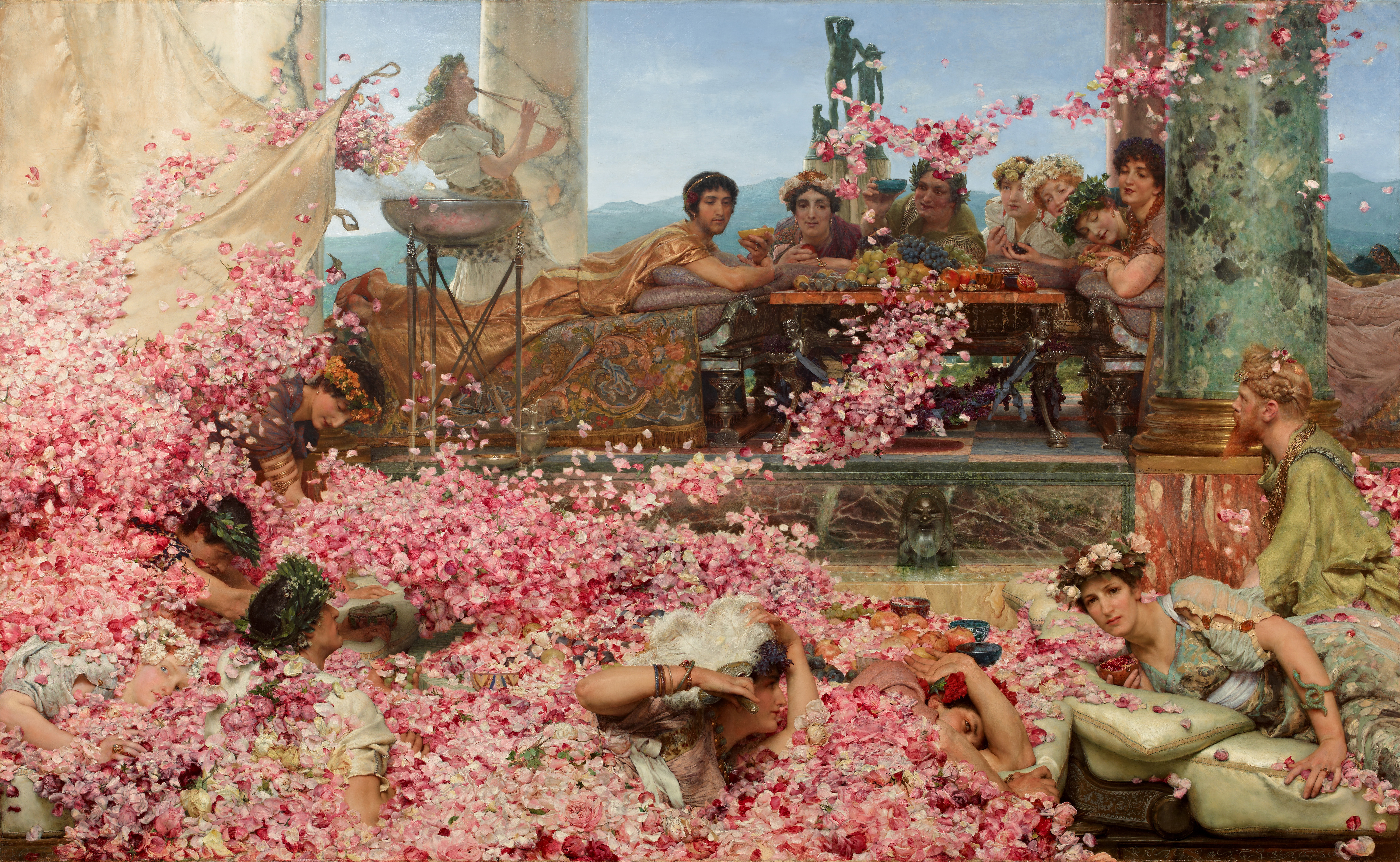
Троянди Геліогабала. 1888. Приватне зібрання

Нова тривала поїздка до Італії була здійснена у 1883, насамперед художника цікавили нові знахідки в Помпеях. На розкопки він навідувався щодня протягом декількох місяців, що стало джерелом майже досконального знання життя мешканців Стародавнього Риму. Його роботи містили таку кількість точних деталей, що деякі критики звинувачували його в тому, що жанрові картини найбільше нагадували музейні каталоги.
У 1888 створена одна з найвідоміших його картин — «Троянди Геліогабала», представлена на щорічній виставці Академії мистецтв. Сюжет був оснований на епізоді з «Життєписів Августів»: розпусний імператор Геліогабал на оргіях так завалював своїх гостей каскадами рожевих пелюсток, що дехто задихався під ними. Портрет імператора Альма-Тадема писав з єдиного збереженого зображення з колекції Капітолійських музеїв у Римі. Цей портрет в ті ж роки привернув увагу О. Вайльда, який навіть повідомляв своєму видавцеві, що охоче написав би про життя Геоліогабала. Хоча в античному тексті повідомлялося, що імператор використовував у своїх оргіях фіалки і деякі інші квіти, Альма-Тадема писав тільки троянди. У Стародавньому Римі троянда вважалася символом краси, чуттєвої любові, розкоші і бенкетів; так само рожеві вінки кидалися до ніг переможців на тріумфах. Таким чином, Альма-Тадема показав, як Геліогабал насміхався над своїми римськими підданими, серед яких могли бути і воїни-тріумфатори. Величезна кількість рожевих пелюсток вказувала і на імперський достаток. Існує версія, що Вайльд у романі «Портрет Доріана Грея» описав саме майстерню Альма-Тадеми, куди під час роботи над картиною навіть взимку надсилали троянди з Франції та Алжиру. Хоча критики прохолодно зустріли картину — художника звинувачували у тому, що він не бажав розглядати моральної сторони подій, зобразивши витончене вбивство, однак «Троянди Геліогабала» придбав інженер — сер Джордж Ейрд за 4000 фунтів (389 000 фунтів 2013 року).

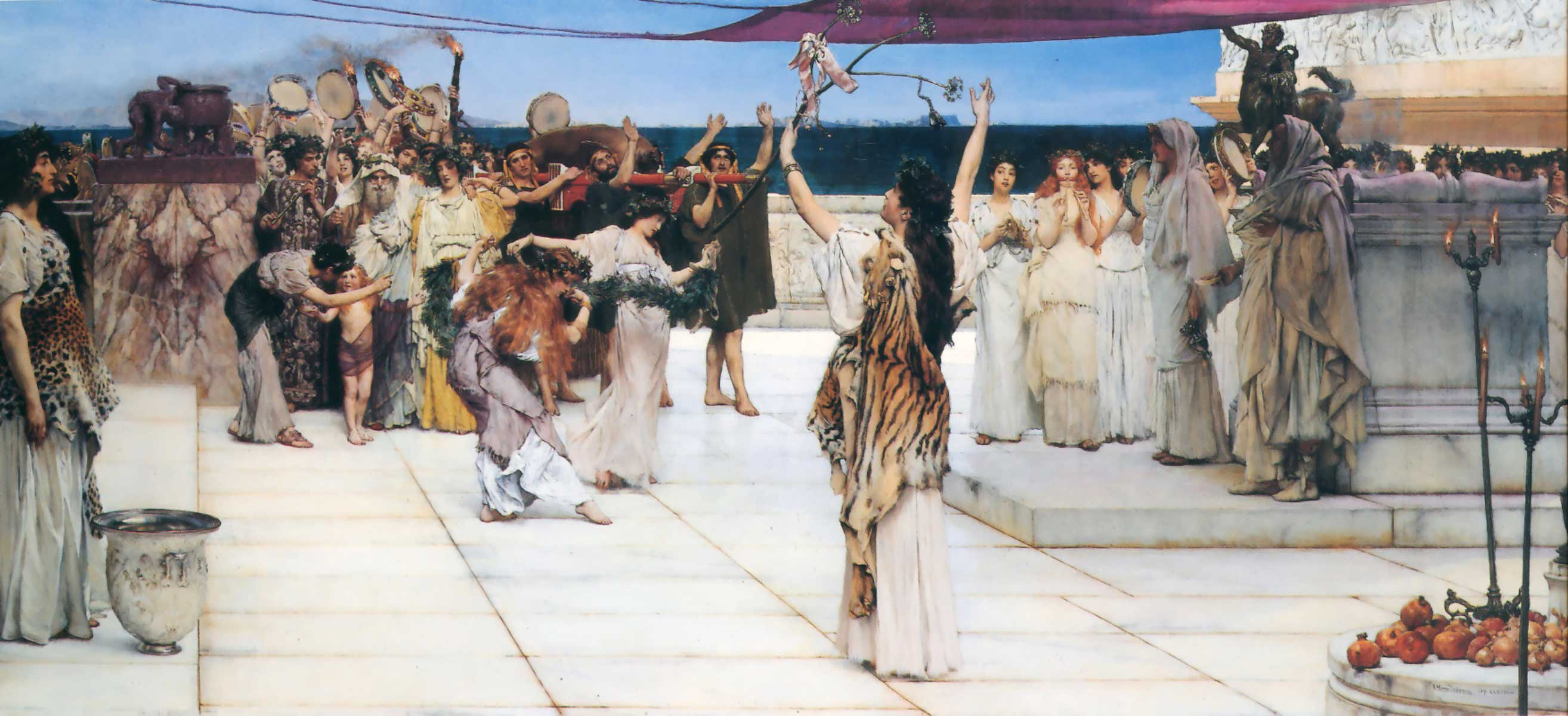
Посвята Вакху

У розвиток даної проблематики Альма-Тадема писав численні декоративні картини, часто безсюжетні, в яких оспівувалась безтурботність і блаженство життя. Нерідко їх героїнями ставали жінки в саду, або на мармурових терасах, такими є «Троянда всіх троянд» (1885), «В саду троянд» (1889), «Секрет» (1887), «Не знають суперниць» (1893), та багато інших. Однак, він щороку створював по великій картині, що відповідала стандартам Академії, і брав участь в її конкурсі. 1889 року він представив полотно «Посвята Вакху», яке виділялося серед європейських вакханалій: Тадема перетворив оргію в пристойне свято за участю жінок і дітей. Характерно, що картина була негайно продана за 5880 фунтів (еквівалентних 567000 фунтів 2013 року), ставши найдорожчою картиною Альма-Тадеми, реалізованою за його життя в Британії.
Реконструкція будинку тривала всю середину 1880-х. Після її закінчення резиденція Альма-Тадеми насамперед перетворилася на музичний центр Лондона: пристрасний цінитель музики, Лоуренс дружив з багатьма відомими інструменталістами, співаками та акторами того часу, вони ж були моделями його портретів. Серед постійних відвідувачів будинку Альма-Тадеми були угорський скрипаль Йозеф Йоахім, польський композитор Ігнацій Падеревський, італійці Енріко Карузо і Елеонора Дузе, та багато інших. Близьким другом художника був голландський скрипаль Моріс Сенс. За своїм амплуа живописця Альма-Тадема не був портретистом, і писав переважно друзів і близьких. Головними його моделями залишалися дружина і дочки, характерно, що з часом він став уникати використовувати їх образи для своїх історичних полотен, воліючи наймати натурниць або використовувати античну скульптуру. Серед портретів дружини Лаури виділяється картина «Завадили» (1880), створена для виставки жіночого портрета журналу «Графіка».
|                          |
| Портрет дочки Анни. 1883 |

|                             |
| Портрет Падеревського. 1891 |

|                     |
| Портрет Лаури. 1871 |

|                |
| Завадили. 1880 |

## Пізня творчість. Останні роки життя
У 1889 отримав Золоту медаль на Всесвітній виставці в Парижі, у 1890 обраний почесним членом Драматичного товариства Оксфордського університету, а в 1897 удостоєний великої золотої медалі на міжнародній виставці в Брюсселі. 24 травня 1899 року (в 81-й день народження королеви Вікторії) він був присвячений в лицарі, ставши лише восьмим іноземним художником, удостоєним цієї честі; в числі його попередників були Рубенс і Ван-Дейк. 1900 року при проведенні чергової Всесвітньої виставки в Парижі він допомагав в організації британської секції, і виставив дві свої роботи, які отримали велику золоту медаль. Брав участь він і в організації Всесвітньої виставки в Сент-Луїсі в 1904 році. Художник вів активний спосіб життя: взимку 1902—1903 років здійснив тривалу поїздку в Єгипет, де був свідком відкриття першої Асуанської греблі, будівельником якої був Дж. Ейрд — його постійний замовник.

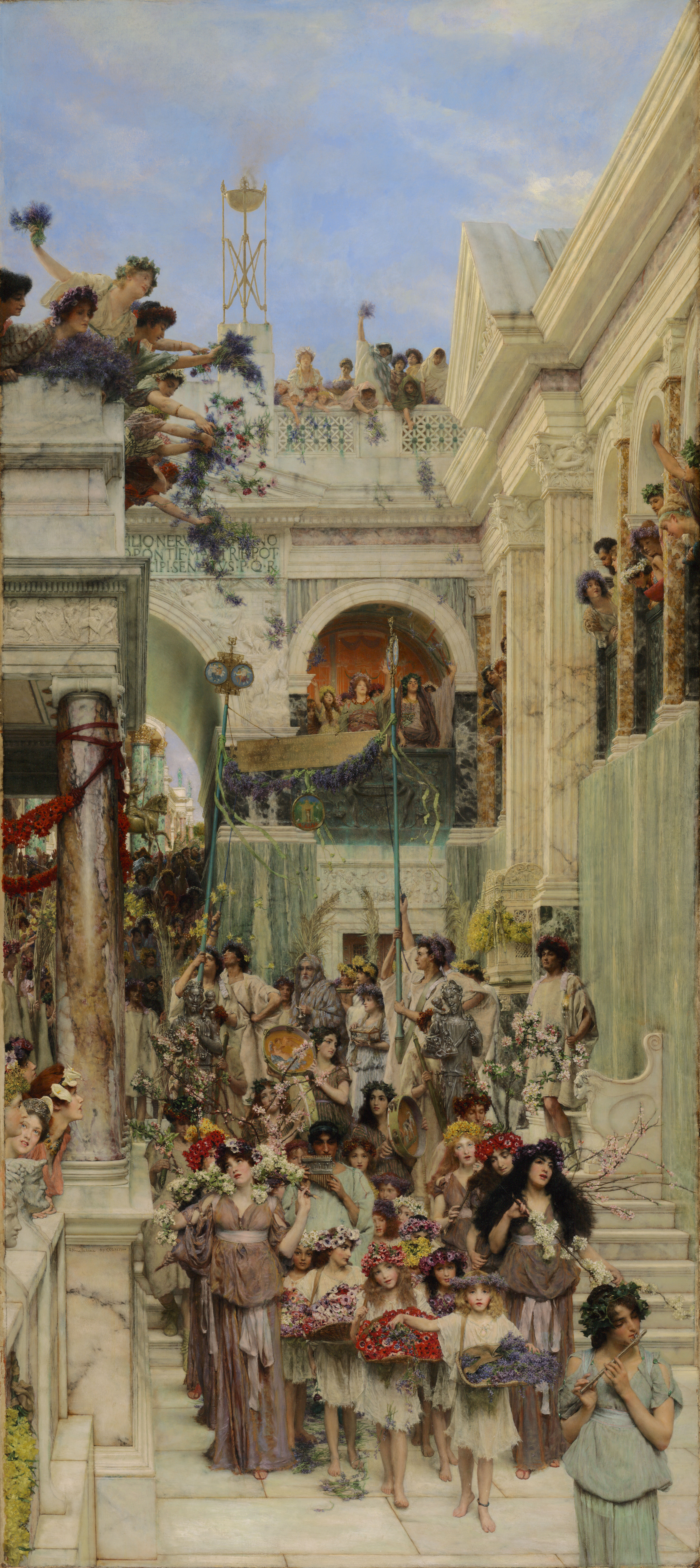
Весна. 1894. Музей Гетті, Лос-Анджелес

Тематика робіт Альма-Тадеми в 1890-ті починає змінюватися. У 1896 виконав рідкісний для нього замовний автопортрет для галереї Уффіці, що означало визнання з боку вельми авторитетного інституту. Альма-Тадема зобразив себе в строгому костюмі, з пензлем і в золотому пенсне.
Починаючи з 1890-х все рідше звертався до історичних подій, замінюючи їх сентиментальними або еротичними композиціями в розкішних інтер'єрах або мармурових терасах. Великі полотна ставали винятками, наприклад біблійне «Віднайдення Мойсея» (1904), навіяне єгипетськими враженнями. Картина була написана на замовлення сера Джорджа Ейрда, який заплатив 5250 фунтів (495 000 фунтів 2013 року). Власне історичні події перестали захоплювати Альма-Тадему, він зосередився на передачі художніми засобами романтичних почуттів. Нав'язливий перфекціонізм приводив до різкого уповільнення темпів роботи. Наприклад, над картиною «Весна» він працював більше 4 років, постійно щось змінюючи і покращуючи. На картині зображені Флоралії, в центрі композиції — молодий чоловік, який грає на флейті Пана. На щиті, який тримають двоє чоловіків на жердинах, написана фраза Катулла, адресована Пріапу. Весь натовп різноманітних персонажів (включаючи жерця, маленьких дівчаток з квітами і музиканток) «замкнені» у вузькому коридорі архітектурних споруд.
Крім занять станковим живописом Альма-Тадема активно брав участь в оформленні театральних постановок (переважно, шекспірівських в театрі «Ліцеум»), створював моделі костюмів, меблів в помпейському або давньоєгипетському стилі, робив книжкові ілюстрації, малюнки тканин і обрамлення картин. Багато з його дизайнерських знахідок втілювалися потім на полотнах.
У 1900-і повернувся до теми римського імператора Каракалли, причому поряд з історичними сюжетами створив полотно «Терми Каракалли». Паралельно він писав невеликі картини цікавого змісту, переважно, з сентиментальним сюжетом. Прикладом є «Срібні фаворитки» (1903), «Голос весни» (1910), і деякі інші. Картина 1906 року «Нічого більше не питай» була ілюстрацією до вірша Альфреда Теннісона, причому 20 роками раніше Альма-Тадема написав на цей сюжет акварель.
У 1904 король Едуард VII нагородив художника новозаснованим Орденом заслуг (разом з двома іншими діячами вікторіанського мистецтва), що викликало низку протестів. Наприклад, критик нового покоління Роджер Фрай дослівно заявив: «Скільки часу буде потрібно, щоб продезінфікувати новий орден солодким милом Альма-Тадеми?». 1906 року він був удостоєний золотої медалі Королівського інституту британських архітекторів, причому в обґрунтуванні нагородження згадувався його власний будинок, декорації до «Коріолана», і картини, які відтворюють види Парфенона, Колізею і Терм Каракалли.

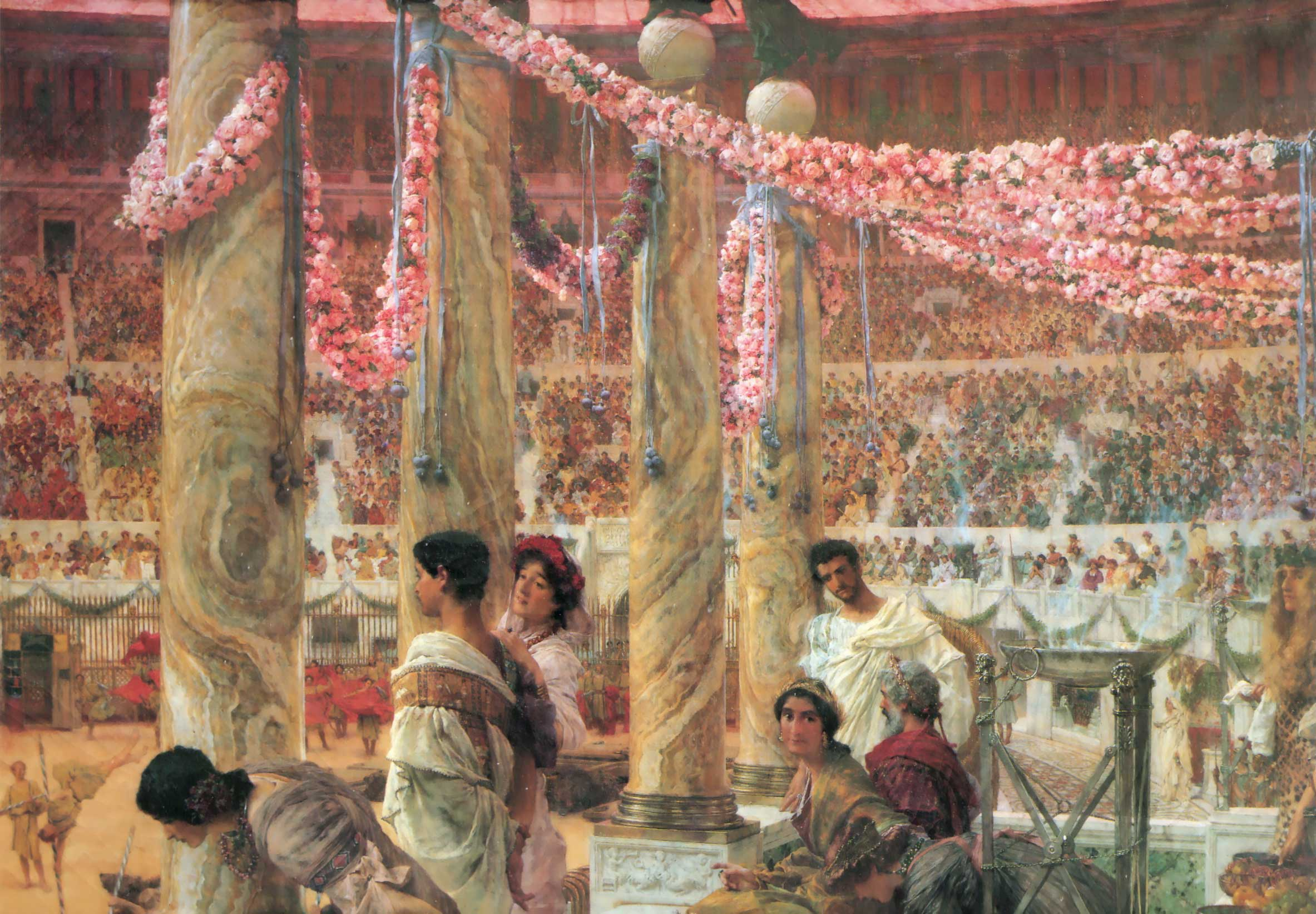
Каракалла і Гета. 1907, приватне зібрання

Останньою великою композицією Альма-Тадеми виявилася картина 1907 року «Каракалла і Гета», в якій брати-суперники були зображені в ложі Колізею в оточенні родини (включаючи старого батька — імператора Септимія Севера). Художник був як завжди докладний при написанні картини, зокрема, він підрахував, що в секторах амфітеатру, видимих глядачеві, могло поміститися 5000 фігур. На картині він зобразив 2500 чоловік, решту не було видно за колонами і квітковими гірляндами. Характерно, що дію, котра відбувається на арені — цькування звірів або гладіаторський бій — практично не показано, вся увага глядача зосереджується на архітектурних деталях, фактурі мармуру, фігурах імператорського сімейства. Пізніше ця картина була придбана для королівської сім'ї за 10 000 фунтів (865 000 фунтів 2013 року).
В останнє десятиліття життя творча манера Альма-Тадеми зазнала впливу європейських символістів, і сам він здійснив певний вплив на Густава Клімта і Фернана Кнопффа. На думку Р. Барроу, це особливо помітно в картині 1910 року «Голос весни»: поєднання архетипових символів з класичною тематикою, асиметрична побудова композиції тощо. Пейзаж на цьому полотні може нагадати про пейзажі Пюві де Шаванна.
15 серпня 1909 у віці 57 років померла друга дружина Альма-Тадеми — Лаура. Її смерть стала важким ударом для художника, він пережив дружину менше ніж на три роки.
Закінчивши свою 408-у картину «Приготування в Колізеї», влітку 1912 вирушив у супроводі дочки Анни у Вісбаден, з наміром підлікувати виразку шлунка. 28 червня 1912 року він помер у віці 76 років. Похований був у Соборі Святого Павла в Лондоні неподалік від могили Антоніса ван Дейка.
Після смерті Альма-Тадеми залишився статок у 58 834 фунти (близько 5 млн фунтів 2013 року); великі композиції, що лишилися непроданими, надійшли в Державний музей Амстердама і Люксембурзький музей в Парижі, деякі малі роботи перейшли у власність музею Лейвардена — малої батьківщини живописця. Бібліотека Альма-Тадеми і його колекція фотографій (4000 томів книг і 5000 відбитків) була передана в Музей Вікторії та Альберта. Дочки за заповітом отримали лише по 100 фунтів кожна, не рахуючи меблів та особистих речей.
Спадкоємці не стали залишати собі будинок художника, він був переданий на реалізацію, але його не могли продати до 1920. Після перепродажу, він перетворився на багатоквартирний прибутковий будинок, всі інтер'єри були втрачені. 1975 року на стіні лондонського будинку Альма-Тадеми (44 Grove End Road, St John's Wood) була встановлена меморіальна дошка.

## Спадщина
Взимку 1912—1913 Королівська академія мистецтв організувала меморіальну експозицію Альма-Тадеми, на якій було представлено 213 його робіт. Характерно, що одночасно Рождер Фрай проводив другу виставку постімпресіоністів в Графтон-галері, і преса і критики більш прихильно прийняли мистецтво модерну. В огляді журналу «Атенеум» констатувалося, що роботи покійного академіста були переоцінені, а на тлі нових течій у мистецтві він, здавалося, належав зовсім іншій епосі:
Що, як не виставка творів художника, який нещодавно пішов, може сильніше показати зміни у світогляді, які зазнали критики мистецтва за останні двадцять років?
Альма-Тадема став символом боротьби авангардизму з академізмом, як писала Р. Барроу, «як наслідок, весь світ модерністського мистецтва виступив проти Альма-Тадеми, і його роботи стали символом старого порядку». Однак у нього знаходилися і захисники, наприклад, Бернард Шоу, який заявив, що якби у сучасників Альма-Тадеми була хоча б половина його характеру, англійський живопис став би значно багатшими.

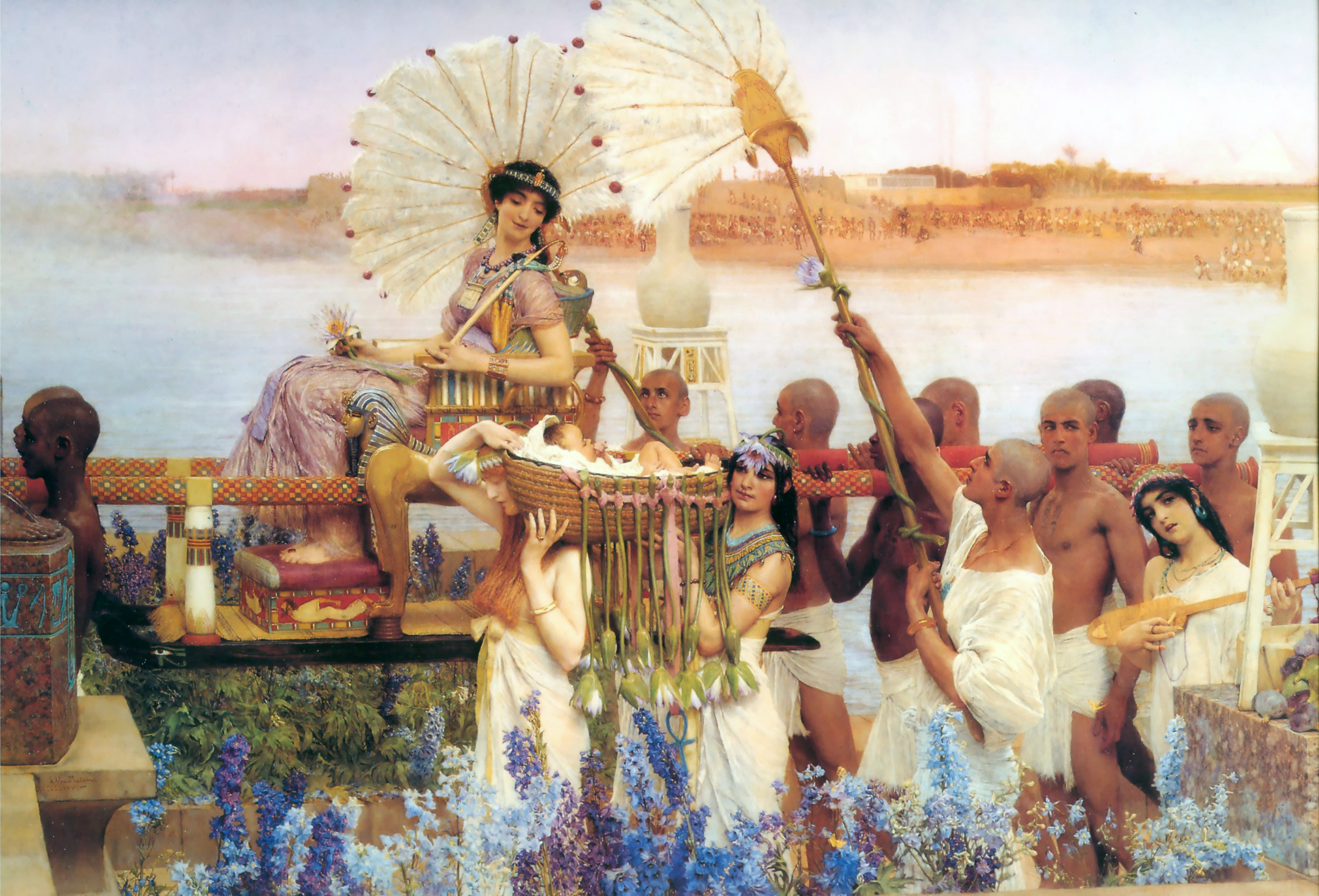
Знаходження Мойсея. 1904, приватне зібрання

Сам Альма-Тадема вже застав імпресіонізм і постімпресіонізм, кубізм, фовізм і футуризм, щиро приймав нові напрямки в мистецтві і схвалював їх, але примирити його методи з авангардом було абсолютно неможливо. У 1920-ті роки з всюдисущою модою на авангардизм, вікторіанський академізм був забутий і, здавалося, «викинутий на смітник історії». Коли у 1960 році роботи Альма-Тадеми вперше після довгої перерви надійшли на аукціон Ньюмена в Лондоні, довгий час не вдавалося знайти покупця. Після цього картини були передані на аукціон «Крістіз», де не вдалося продати навіть «Знаходження Мойсея» і «Троянди Геліогабала». Тільки після передачі картин в Нью-Йорк вони, нарешті, були продані. У ті часи ходив анекдот про злодія, який вкравши твір Альма-Тадеми, покінчив життя самогубством.
Втім, ще у 1910-і декоративні можливості його картин оцінили в Голлівуді, оскільки живопис Альма-Тадеми використовувалася американськими режисерами як джерело видовищного матеріалу для постановки фільмів на античні теми. Роботами Альма-Тадеми надихався Д. Гріффіт у своїй «Нетерпимості», а також Сесіль Б. Де Мілль та інші. При постановці фільму «Десять заповідей» (1956) Де Мілль вручив оператору і художникам набір репродукцій картин Альма-Тадеми, щоб вони зрозуміли, чого він від них домагається. Велика частина його художників-постановників були англійцями, очевидно, знайомими зі спадщиною художника. Як писав К. Вуд: «За іронією долі, коли репутація Альма-Тадеми перебувала на найнижчій позначці, його дух жив у кіно».
Практично всі роботи Альма-Тадеми опинилися в приватних зібраннях. Тільки наприкінці XX століття він став сприйматися як один з найважливіших живописців-академістів XIX століття. Наприкінці 1960-х велику колекцію живопису Альма-Тадеми (35 робіт — майже 10 % його спадщини, доступної для продажу) зібрав режисер і продюсер Аллен Фунт, але в 1973 році після розорення був змушений продати її на аукціоні «Сотбіс». З цього часу пожвавлюється інтерес до Альма-Тадеми на антикварному ринку. У цьому плані характерна доля картини «Знаходження Мойсея». 1904 року покупець заплатив за неї 5250 фунтів, у 1935 році її продали за 861 фунт, і в 1960 році — за 252 фунта (при цьому фунт стерлінгів девальвувався). Під час розпродажу колекції А. Фунта у 1973 році за «Мойсея» було виручено 30 000 фунтів. У травні 1995 року на аукціоні «Крістіс» картина була продана за 1,5 млн фунтів. 2011 року картина була знову продана за 39 млн доларів анонімному покупцеві. Новий рекорд Альма-Тадема поставив на аукціоні «Сотбіс» у 2011 році: його картина «Зустріч Антонія і Клеопатри» була продана за 29,2 млн доларів.
У 1996 відкрито виставку Альма-Тадеми в амстердамському Музеї Ван-Гога, що деякими фахівцями було сприйнято як «офіційне визнання … реабілітації, схожої, проте, дуже сильно на реанімацію і навіть — на ексгумацію».

## Оцінки творчості

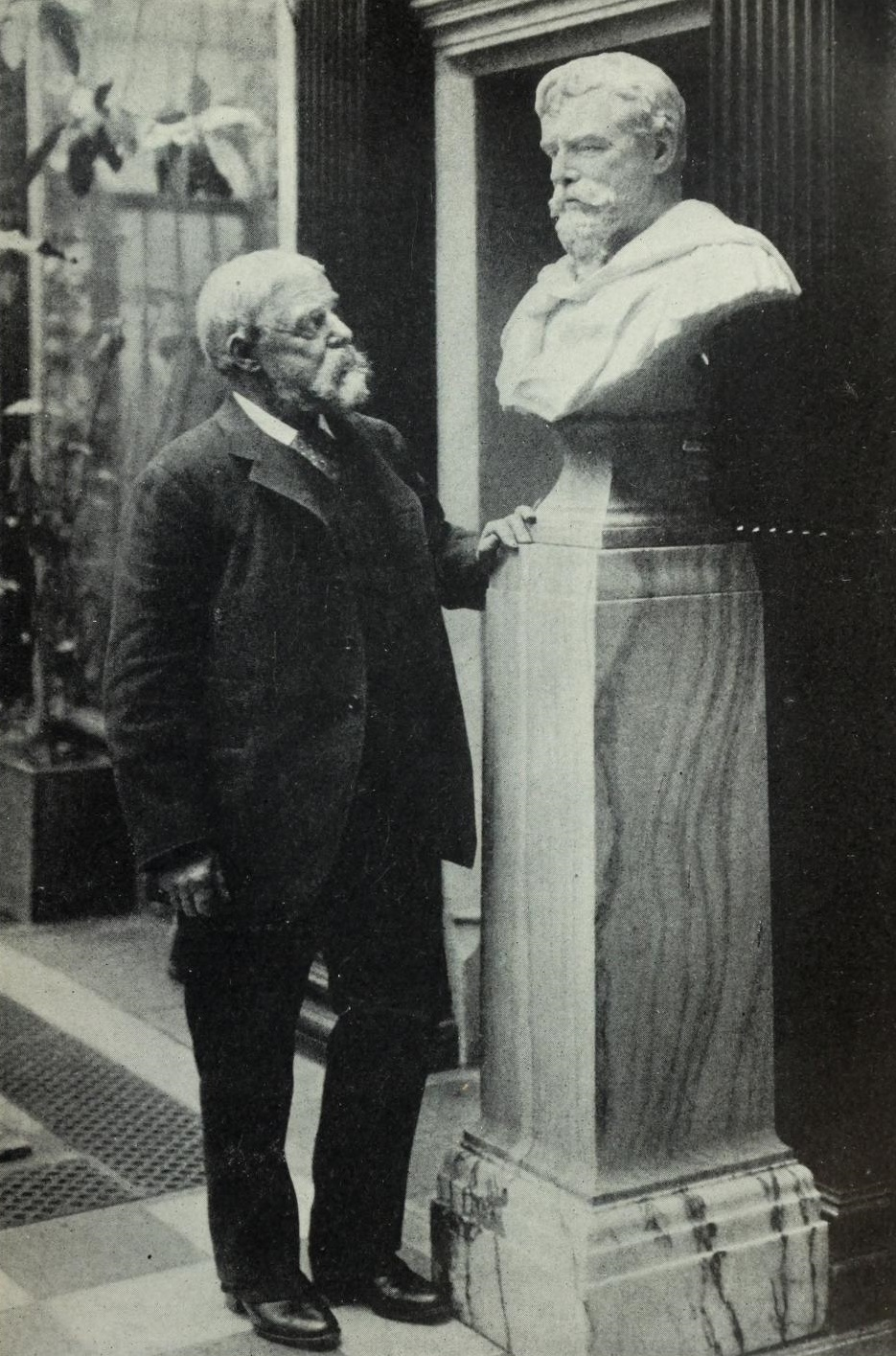
Поруч зі своїм бюстом. Фото з видання «World's Work», Vol. XXIV, no 4, August 1912

До часу переїзду в Лондон, Альма-Тадема, попри всі свої успіхи, не отримав скільки-небудь професійних оцінок з боку голландських і бельгійських критиків, які обмежувалися загальними судженнями або описами. Перший глибокий огляд його творчості зробив Карел Восмаер, редактор журналу De Nederlandsche Spectator, який і сам збирав картини художника. Однак оскільки тематика робіт Альма-Тадеми не надто співвідносилася з модами того часу, то і в пресі позитивних оцінок було мало. Так, кореспондент голландського видання Kunstkronijk засуджував Альма-Тадему за слабке розкриття національної теми в мистецтві; його єгипетські та античні роботи завжди були популярнішими за межами Нідерландів. Навпаки, з середини 1860-х років в Британії почалася мода на космополітичне мистецтво, що зверталося до тем, далеких від соціальних рухів і повсякденності. Перша виставка подібних робіт пройшла в Королівській академії живопису в Лондоні ще у 1865 році, і Альма-Тадема добре вписувався в цю тенденцію.
Альма-Тадема, поєднуючи жанровий живопис і археологічну точність в деталях, не складав прямої конкуренції британським художникам того часу, які зосереджувалися на великих алегоричних і міфологічних полотнах; напрямок, закладений Альма-Тадемою, став позначатися на вікторіанському академізмі тільки в 1880-і роки. Проте, вже у 1870 році в журналі The Jugler з'явився наступний огляд: «Альма-Тадема насилу піддається класифікації: він не належить ні до однієї школи, іншими словами, він сам собі школа».
Учнями Альма-Тадеми, які зазнавали його сильного художнього впливу і перейняли манеру і техніку письма, були, насамперед, дружина Лаура і дочка Анна. У молодості він спілкувався з кузеном — Віллемом Месдахом, і, за деякими даними, в 1866 році рекомендував його до школи В. Рулофса і сприяв переїзду в Брюссель. Англійських послідовників стилю і тематики Альма-Тадеми сучасні дослідники об'єднують в «Мармурову школу» (англ. The Marble School), найзначнішим з них називають Джона Годварда, однак питання, чи був він прямим учнем Альма-Тадеми, є дискусійним.
На думку британського мистецтвознавця К. Вуда — «Альма-Тадема насамперед був голландським художником, і його художня освіта і характер його мистецтва були суто голландськими, а не англійськими». Мистецтво його визнається «буквалістським» — Вуд називав його «типовим художником-антикваром», який зробив античність зрозумілою представникам британського середнього класу. Саме «буржуазність» Альма-Тадеми зробила його в Британії між 1920 і 1960-ми роками символом поганого художника. Критиків вікторіанської епохи дратувала беземоційність композицій Альма-Тадеми, якого цікавила тільки передача точних деталей повсякденного життя далекого минулого. Для критики 1920-х років Альма-Тадема був яскравим прикладом вікторіанського декоратора, який витрачав масу зусиль і технічної майстерності на речі неглибокі і навіть недоцільні. Справді, навіть у самих своїх відомих творах, Альма-Тадема віддавав перевагу або незначному інциденту, або моменту спокою і споглядання. Зображаючи Колізей, він приділяв увагу архітектурі, але не напруженню пристрастей гладіаторського поєдинку і мук християн. Проте, К. Вуд зазначав:
Хоча емоційний вплив його творів є мінімальною, але вони урочисті, а зображення моря, неба, мармуру і квітів, що купаються в променях середземноморського сонця, роблять ці картини унікальними у вікторіанському мистецтві; вони завжди будуть приносити задоволення.
За життя Альма-Тадеми його творчості було присвячено кілька монографій, у тому числі написана відомим єгиптологом і письменником Георгом Еберсом. Нові мистецтвознавчі дослідження стали виходити з 1970-х років, як присвячені художнику індивідуально, так і ті, що оцінюють його творчість в контексті вікторіанського живопису. Останнє і найфундаментальніше дослідження було опубліковано у 1999 році Розмарі Барроу, відтоді воно кілька разів перевидавалося. В альбомі Р. Барроу робиться спроба простежити мистецькі зв'язки Альма-Тадеми в 1860-ті — 1910-ті роки, і коректується традиційний погляд на його творчість як суто декоративну, що не несе емоційного та інтелектуального навантаження.

## Нагороди
Золота медаль Салону (Париж, 1864), медаль другого класу на міжнародній виставці в Парижі (1867), золота медаль (Берлін, 1872), Велика Золота медаль (Берлін, 1874); золоті медалі першого класу всесвітніх виставок в Парижі 1889 і 1900 років.
Дійсний член Амстердамської академії красних мистецтв (1862), Королівської академії Мюнхена (1871), Королівської академії Берліна (1874), Товариства акварелістів (1881), Римської академії живопису св. Луки (1907). Почесний член академій живопису Мадрида, Відня, Стокгольма і Неаполя, Королівської Шотландської академії. Член-кореспондент Французької академії красних мистецтв (1881).
Орден Леопольда (Бельгія, 1866), Орден Данського лева (1868), Орден св. Михаїла I ступеня (Баварія, 1869), Кавалер Ордена почесного легіону (1873), Орден Прусської корони III ступеня (1877). Іноземний член Ордена Заслуг (Велика Британія, 1881), кавалер Ордена заслуг (1904).